# Conocephalus conocephalus
Conocephalus conocephalus är en insektsart som först beskrevs av Carl von Linné 1767.  Conocephalus conocephalus ingår i släktet Conocephalus och familjen vårtbitare. Inga underarter finns listade i Catalogue of Life.